# Samochód bezpieczeństwa

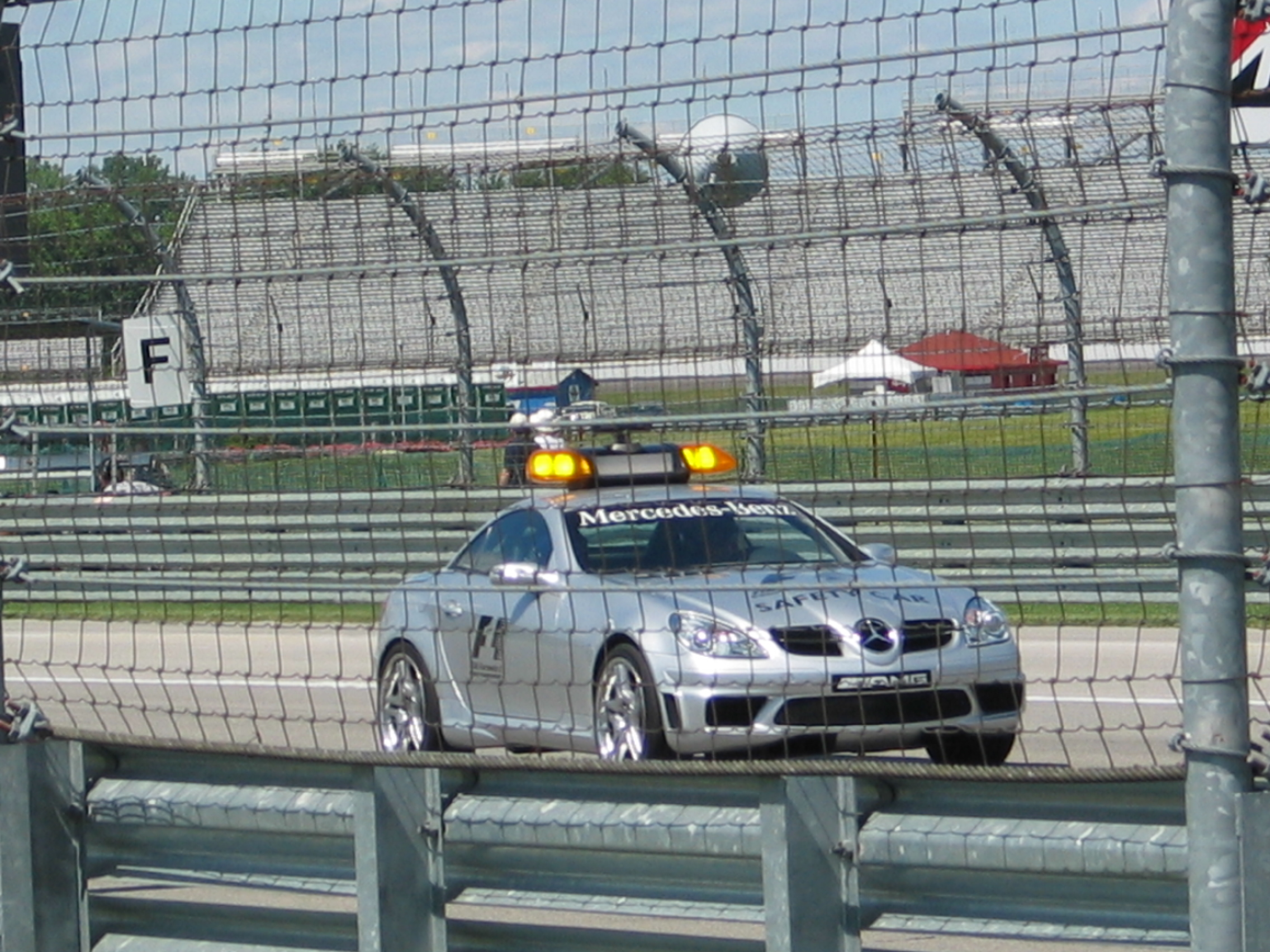
Mercedes-Benz dostarcza zmodyfikowane modele AMG jako samochody bezpieczeństwa w Formule 1

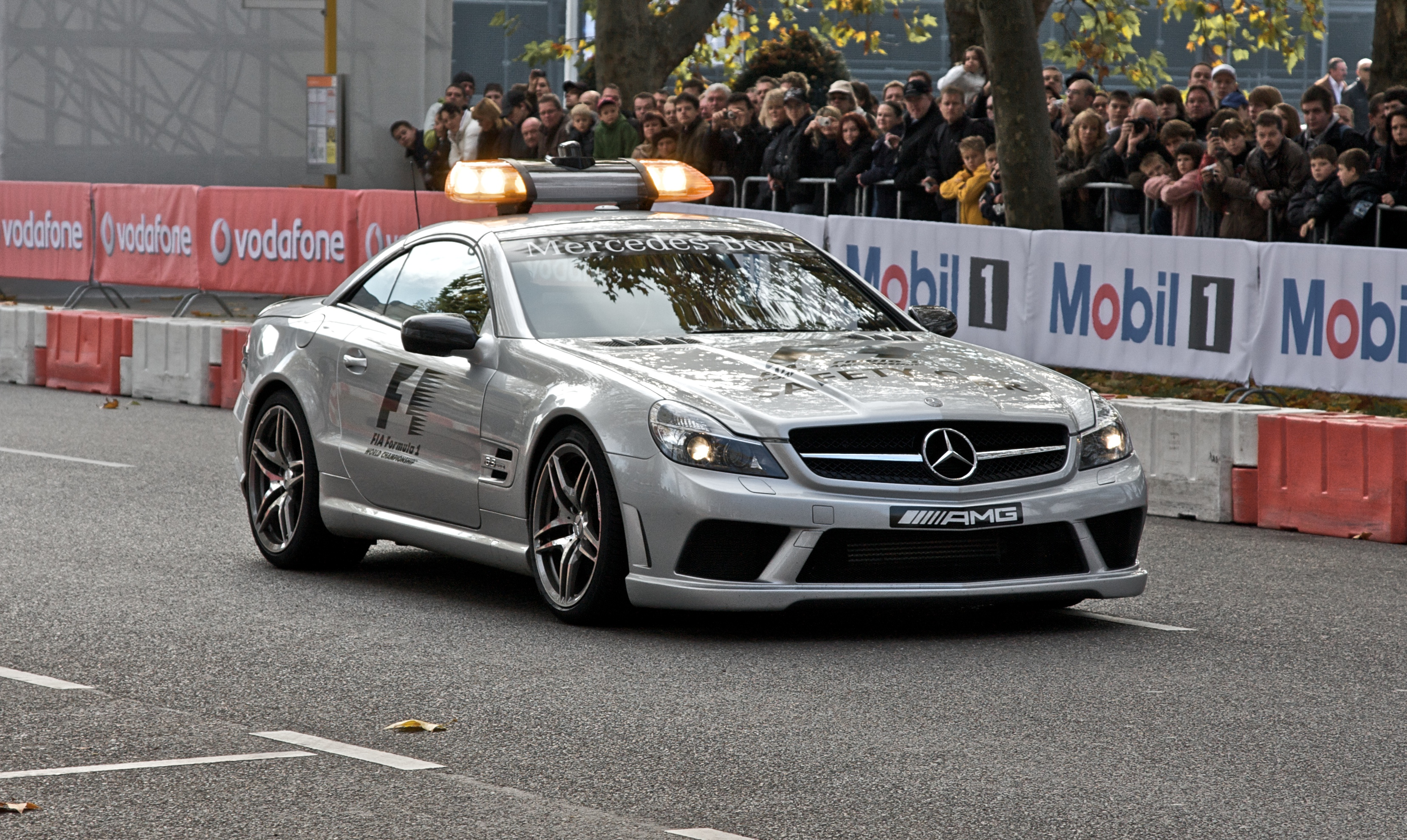
Samochód bezpieczeństwa (Mercedes-Benz SL 63 AMG) używany w Formule 1 w sezonie 2008 i 2009

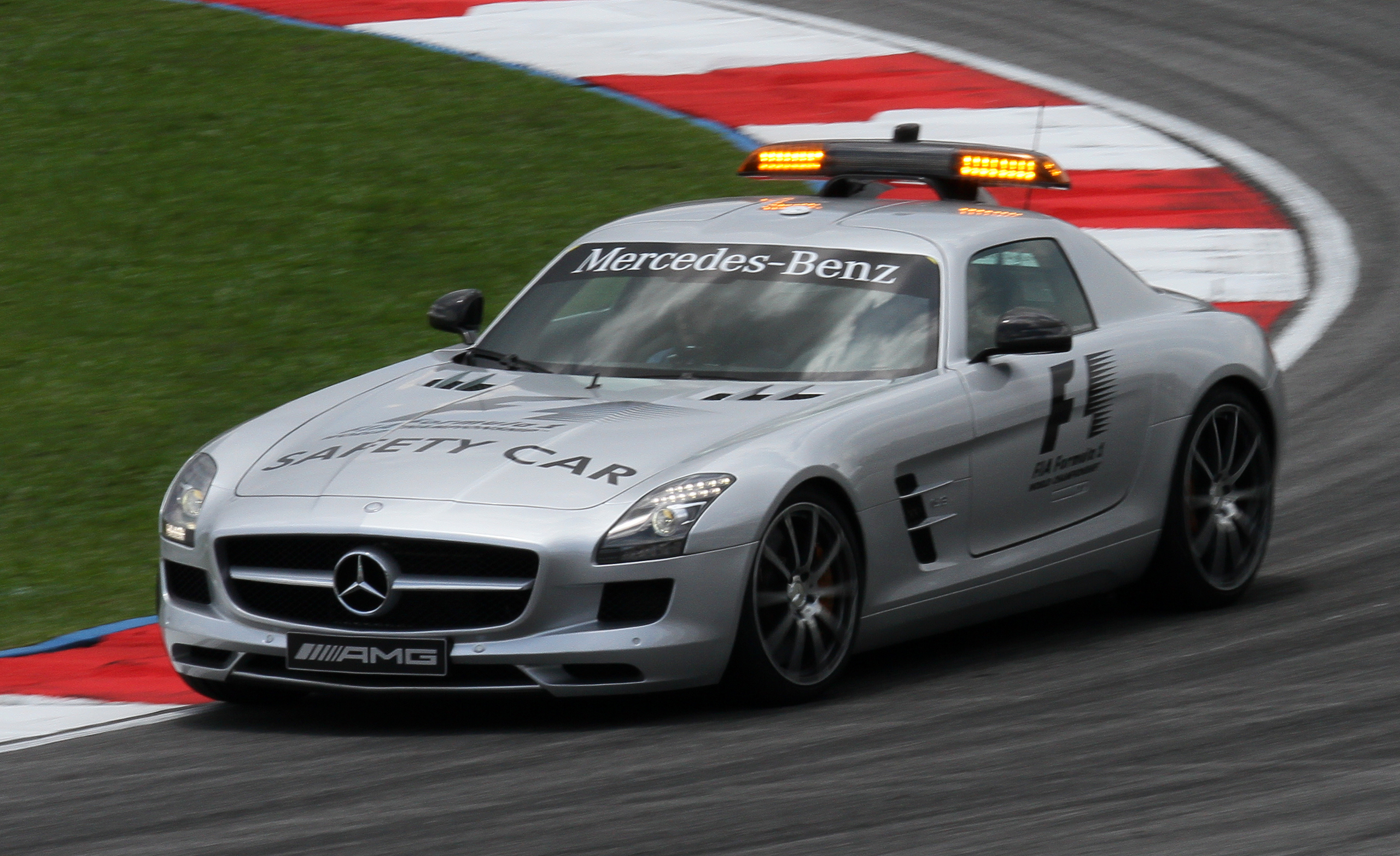
Samochód bezpieczeństwa (Mercedes-Benz SLS AMG Gullwing) używany w Formule 1 od sezonu 2010

Samochód bezpieczeństwa (ang. safety car, w Stanach Zjednoczonych określany mianem pace car) – samochód, który w wyścigach samochodowych i motocyklowych ogranicza prędkość pojazdów biorących udział w zawodach. Samochód bezpieczeństwa wyjeżdża na tor w przypadku nieoczekiwanych, niebezpiecznych zdarzeń na torze, na przykład wypadków czy drastycznych załamań pogody. Prędkość utrzymywana przez samochód bezpieczeństwa, choć niższa niż tempo wyścigowe, musi być i tak dość wysoka, by zapobiec nadmiernemu oziębieniu się opon pojazdów biorących udział w wyścigu. Dlatego też kierowcą samochodu bezpieczeństwa zawsze jest profesjonalny kierowca wyścigowy. Podczas przebywania na torze samochodu bezpieczeństwa wyprzedzanie innego kierowcy jest zabronione.

## Formuła 1
Samochód bezpieczeństwa w wyścigach Formuły 1 wyposażony jest w zielone i żółte światła. Jego pojawienie się na torze sygnalizowane jest przez obsługę toru żółtymi flagami oraz tablicą z napisem "SC". Początkowo samochód bezpieczeństwa ma włączone zielone światła, czym sygnalizuje, że bolid jadący za nim może go wyprzedzić. Gdy za samochodem bezpieczeństwa znajdzie się lider wyścigu, włączane są żółte światła, a wyprzedzanie samochodu bezpieczeństwa jest niedopuszczalne. W przypadku podjęcia przez dyrektora wyścigu decyzji o wznowieniu rywalizacji, światła samochodu bezpieczeństwa są wyłączane na kilka zakrętów przed zjazdem do alei serwisowej. Wzajemne wyprzedzanie się bolidów jest ponownie dopuszczone po przekroczeniu przez nie tzw. pierwszej linii samochodu bezpieczeństwa (miejsca zjazdu do alei serwisowej).
W sezonie 2007 rolę safety car pełnił zmodyfikowany Mercedes-Benz CLK 63 AMG, z 8-cylindrowym, 481-konnym silnikiem. Mimo znacznego "odchudzenia" wersji dla Grand Prix, auto jest mniej więcej trzykrotnie cięższe i dwukrotnie słabsze od bolidów F1. W sezonie 2008 i 2009 rolę samochodu bezpieczeństwa pełnił Mercedes-Benz SL 63 AMG z 6,2-litrowym silnikiem V8 o mocy 525 KM i przyspieszeniem od 0 do 100 km/h w 3,8 sekundy.
W sezonie 2010 wprowadzono nowy samochód bezpieczeństwa Mercedes-Benz SLS AMG. Pod względem technicznym  Safety Car SLS AMG jest takim samym autem jakie mogą kupić klienci w salonie. To, czym Safety Car SLS AMG różni się od swych seryjnych odpowiedników to malowanie nadwozia – kalkomania zdradzająca pojazd bezpieczeństwa F1. Oprócz tego w aucie zamontowane są "koguty" z wbudowaną weń kamerą. Wykonano je przy użyciu diod i z uwagi na niekonwencjonalnie otwierające się drzwi, zamontowano na specjalnej, wykonanej z włókna węglowego podstawce, która zaprojektowana została pod kątem minimalizacji oporów powietrza, i "zsunięta" jest częściowo w kierunku tylnej szyby.
Od sezonu 2000 funkcję kierowcy samochodu bezpieczeństwa w wyścigach Formuły 1 pełni Bernd Mayländer.